# Kiesgrube südwestlich Straßfeld
Koordinaten: 50° 41′ 45″ N, 6° 51′ 32″ O
Das Naturschutzgebiet Kiesgrube südwestlich Straßfeld liegt auf dem Gebiet der Gemeinde Swisttal im Rhein-Sieg-Kreis in Nordrhein-Westfalen. Das Gebiet erstreckt sich südwestlich der Swisttaler Ortschaft Straßfeld. Westlich des Gebietes verläuft die Landesstraße 182 und östlich die Kreisstraße K 3. Nordöstlich erstreckt sich das etwa 39,0 ha große Naturschutzgebiet (NSG) Kiesgrube nordöstlich Straßfeld und nordwestlich – auf dem Gebiet der Gemeinde Weilerswist im Kreis Euskirchen – das etwa 36,8 ha große NSG Straßfelder Fließ.

## Bedeutung
Das etwa 10,9 ha große Gebiet wurde im Jahr 1998 unter der Schlüsselnummer SU-059 unter Naturschutz gestellt.